# Coleophora aestuariella
Coleophora aestuariella — вид лускокрилих комах родини чохликових молей (Coleophoridae).

## Поширення
Вид поширений майже по всій Європі, за винятком Балканського півострова.. Трапляється у фауні України.

## Опис
Розмах крил 10-11 мм.

## Спосіб життя
Метелики літають з кінця червня по серпень. Активні вночі. Існує одне покоління у рік. Гусінь з'являється у серпні. Вона живиться насінням Suaeda maritima. Живе у корпусі завдовжки до 5 мм.